# Webgamic
WebGamic (WG) was een Nederlandse uitbater van browserspellen. De stichters zijn vooral bekend vanwege hun ontwikkeling van het spel Omerta. In 2005 begonnen ze de uitbating van Travian, een Duits browserspel dat een half klassieke, half middeleeuwse wereld nabootste. In 2006 besloten ze WebGamic op te richten, een besloten vennootschap (B.V). WebGamic is in 2009/2010 opgeheven.

## Overname
Alle spellen van WebGamic zijn overgenomen of gestopt: 
- Torpia, Kapi-Regnum, Firmfootball en Footballcup zijn overgenomen door Upjers GmbH, een Duits bedrijf.
- Het spel Travian is overgenomen door Travian Games (die ook Travians heeft gemaakt).
- Omerta is overgenomen door Omerta Games.
- Bulfleet door XS Software.

## Spellen
Een overzicht van de spellen:
- Omerta is een maffia-browserspel, waarin de speler probeert op te klimmen van een boefje tot de Godfather van een maffiafamilie. De misdaden die de speler kan plegen zijn uiteenlopend: mensen bestelen, (georganiseerd) banken overvallen, auto's stelen en zelfs moorden plegen. Tussen elke misdaad zit een tijdslimiet, dit voorkomt dat spelers bots aanmaken en hoog komen te staan in de spel.
- Travian is een spel dat zich af speelt in de oudheid en de middeleeuwen. Het doel van het spel is om het dorp te beschermen tegen vijanden en het dorp uit te bouwen. De speler heeft de keuze uit drie verschillende volkeren: Romeinen, Galliërs en Germanen om het spel mee te spelen. De mogelijkheden in het spel zijn: om allianties aan te gaan, nieuwe dorpen te stichten of te veroveren.
- Bulfleet is een futuristisch spel waarin de speler planeten koloniseert en grondstoffen verrijkt. Het doel is om de bewapening en technologie te verbeteren om tot een machtig intergalactisch rijk te komen. De speler begint met één planeet.
- Footballcup (FBC) is een footbalspel. De speler begint in de 4e klasse met een amateurteam, de selectie moet een opstelling en een tactiek krijgen. Daarnaast zijn er allerlei werkzaamheden omheen: clubmanagement, de gebouwenbeheer, de co-trainer, de advocaat, de masseur en de jeugtrainer. Het doel van het spel is om de absolute winnaar te worden.
- Kapi-Regnum is een middeleeuws spel. Het doel is om van een dorp een handelsimperium uit te bouwen. De speler zal de productie verbeteren en producten te verkopen. Hoe hoger de dorpswaarde, des de betere gebouwen de speler kan maken.
- Firmfootball is een hooliganspel. De bedoeling is dat een speler met twee hooligans een reputatie opbouwen door: te laten stelen, overvallen, plunderen, graffiti spuiten, moorden en inbreken. De speler kan een voetbalclub supporten waarbij het doel is om deze club het beste te worden.
- Torpia laat de speler een beslissing nemen of deze nu goed of kwaad is. De speler die goed kiest zal zich richten op de economie, de slechte speler zal zich richten op defensie. Beide zijdes hebben elkaar nodig tijdens het spel.